# The Fall of Saul, a Sacred Epic Poem

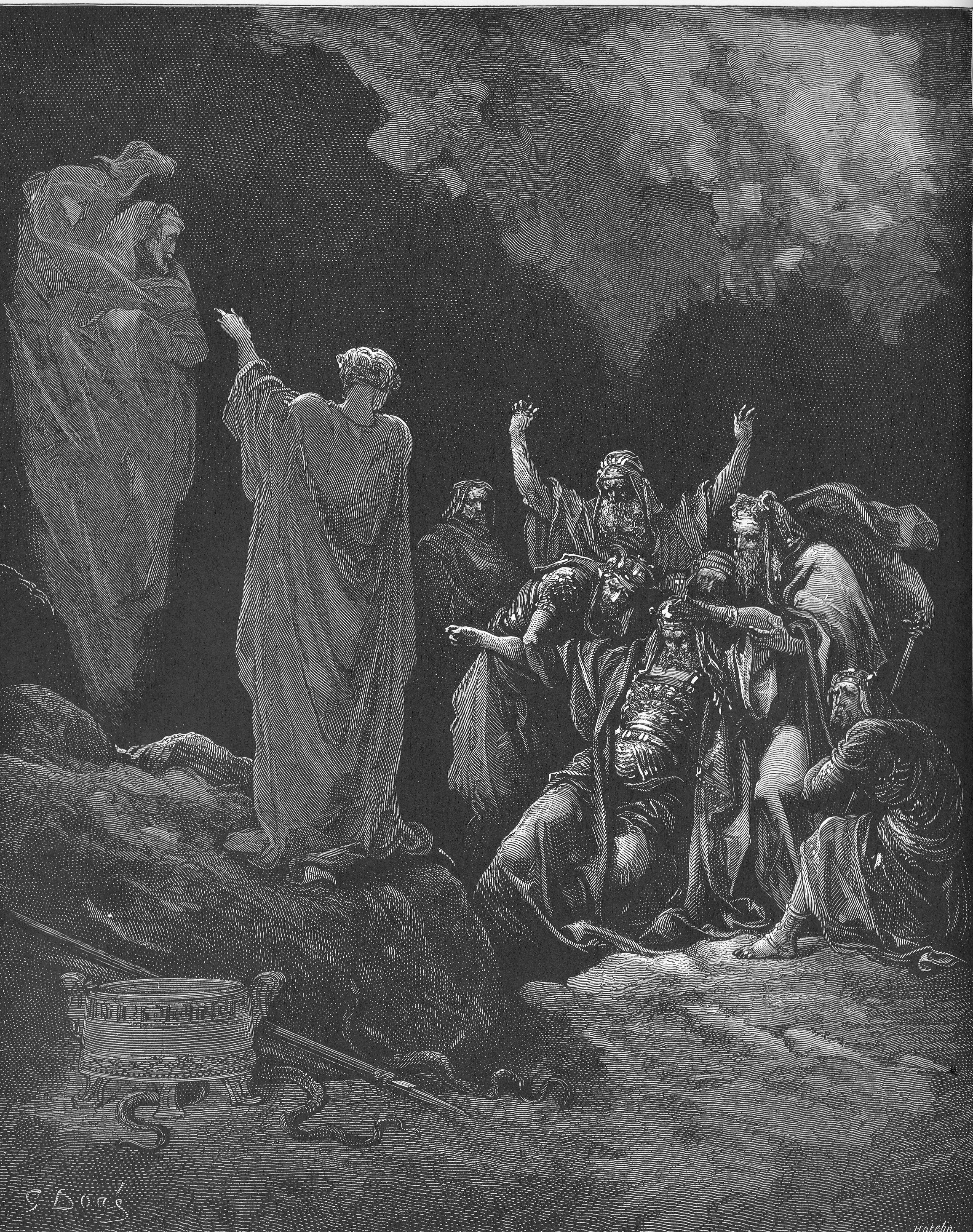
Gustave Doré, Widmo Samuela ukazuje się Saulowi

The Fall of Saul, a Sacred Epic Poem – poemat dziewiętnastowiecznego angielskiego poety Johna Gunninga Seymera, opublikowany w Londynie nakładem oficyny Stewart and Murray w 1839. Utwór mieści się w nurcie poezji religijnej opartej na Biblii, a konkretnie na Starym Testamencie. Opowiada historię pierwszego tragicznego króla Izraela, Saula. Został napisany wierszem białym (blank verse), czyli nierymowanym pentametrem jambicznym, to znaczy dziesięciozgłoskowcem sylabotonicznym, w którym akcenty padają na parzyste sylaby wersu. Ten rodzaj wiersza od XVI wieku jest typowy dla poezji angielskiej, a zwłaszcza dla największej epiki bohaterskiej. Używali go między innymi John Milton, John Keats, Edwin Atherstone, Alfred Tennyson i Robert Browning.

O! for the rapture like the sacred thrill
Which shook the breast of that rebellious seer,
Who thrice shook down the hope of Moab's king,
With glorious visions he might not conceal!
That I might sing, as fits my lofty theme,
How the first monarch of the chosen race
(Crushed by a load of soul-corroding crime,
And tortured by the storm of hate unslaked
And impotent remorse,) at length was hurled
By Heaven's high justice, down to death and shame.